# Улица Менделеева (Уфа)
Улица Менделеева — улица в городе Уфе. Находится в Старой Уфе, Зелёной Роще, Новиковке и Лесопарковом жилом районе.
Одна из самых старых и длинных улиц города. Начинается от перекрёстка с Сочинской улицей, восточнее Сутолоцкого моста, у подножия Сергиевской и Усольской гор, и заканчивается на автодорожном путепроводе через проспект Салавата Юлаева.
В начале чётной стороны улицы идёт Шувалин овраг и ручей. Возле Новиковки есть спуск к роднику, Дудкинской переправе и Дудкинской штольне, а также две особо охраняемые природные территории — Ботанический сад-институт УНЦ РАН и лесопарк имени Лесоводов Башкирии. От здания Министерства лесного хозяйства БАССР до ипподрома «Акбузат» имени Т. Т. Кусимова тянется лесопарк восточного склона Уфы вдоль реки Уфы.

## История
В 1574 году на холме, в устьях рек Сутолоки (с восточной стороны) и Ногайки (с западной) реки Белой заложен острог, впоследствии, крепость — Уфимский кремль. Вскоре построен первый городской Сутолоцкий мост для переезда через реку на Усольскую и Сергиевскую горы, к Посадской, Сергиевской и Успенской слободам.
Первоначальное название улицы — Спасская по Спасской башне и бастиону Уфимской крепости, которая вела от Сутолоцкого моста к Спасским воротам, после которых начиналась дорога в Сибирь через Дудкин перевоз.
При Сергиевской церкви улица расходилась: одна — на восток, к башне и воротам, другая — на север, параллельно Посадской улице и реке Сутолоке, в Сергиевскую слободу, и называлась Сергиевской, по церкви (с 1930-х годов — улица Бехтерева).
После 1760-х годов Спасская улица стала называться Сергиевской, а сама предыдущая Сергиевская — Малой Сергиевской.
С середины XIX века Сергиевская улица стала называться Большой Сергиевской.
От Большой Сергиевской улицы расходились три переулка: 1-й Сергиевский (ныне — Коллективная улица), 2-й Сергиевский, соединявшийся с Малой Сергиевской улицей (с 1925—1937 годов — улица Пирогова), и 3-й Сергиевский (ныне — улица Карпинского).
С середины 1920-х годов Большая Сергиевская улица стала называться 1-й Санитарной.
В 1930-х годах 1-я Санитарная улица переименована в честь русского учёного-химика Дмитрия Ивановича Менделеева. В 1899 году Менделеев, в составе экспедиции по исследованию состояния чёрной металлургии на уральских горных заводах, технологии разработки рудников и каменноугольных копей, был в Уфимской губернии.
В 1971 году построено трамвайное кольцо «Зелёная Роща» в микрорайоне Новиковка. В 1992 году начато строительство автодорожного тоннеля «Восточный выезд» под лесопарком Лесоводов Башкирии и улице Менделеева.
В 2024 году было закончено строительство автодорожного тоннеля "Восточный выезд".

## Здания и сооружения
У самого начала улицы находится Сутолоцкий мост. Далее — сохранившиеся дома Сергиевской слободы (№ 1; 1а; 1б; 8). На Сергиевской горе, у перекрёстка с улицей Бехтерева, находится памятник архитектуры — деревянный Сергиевский собор 1868 года постройки. Заканчивает историческую застройку Старой Уфы памятник архитектуры конца XIX века — Дом М. С. Васильева (№ 38).
Далее преобладает типовые многоэтажные жилые дома 1970—1980-х годов постройки и промышленные корпуса бывших заводов: Гурьевский (Кировский) рынок, здание Уфимской трикотажной фабрики (ныне — торгово-выставочный комплекс «Аркаим Экспо»), здание Уфимской хлопчатобумажного комбината (ныне — универсальный рынок «ХБК» и развлекательный комплекс «Иремель») и колесо обозрения «Иремель», здание Уфимской кондитерской фабрики № 1 «Конди» (ныне — многофункциональный комплекс «Конди»), здания Уфимского завода коммутационной аппаратуры (ныне — Башкирское электронно-телефонное объединение (БЭТО) и бизнес-центр «Территория 3000»), здание Уфимской чаеразвесочной фабрики (ныне — мебельный торговый центр «Чайка»), здание Министерства лесного хозяйства БАССР (ныне — Управление Росприроднадзора по Республике Башкортостан), учебный корпус и общежития архитектурно-строительного факультета Уфимского нефтяного института, торгово-выставочный комплекс «ВДНХ-Уфа», горнолыжный комплекс «Ак-Йорт» и горнолыжный центр «Олимпик-парк», здание торгового центра «Башкортостан» (ныне — лайфстайл центр «Башкирия»), канатная дорога снесённого трамплина, а также к паромной переправе «Трамплин», ипподром «Акбузат» имени Т. Т. Кусимова.

## Галерея

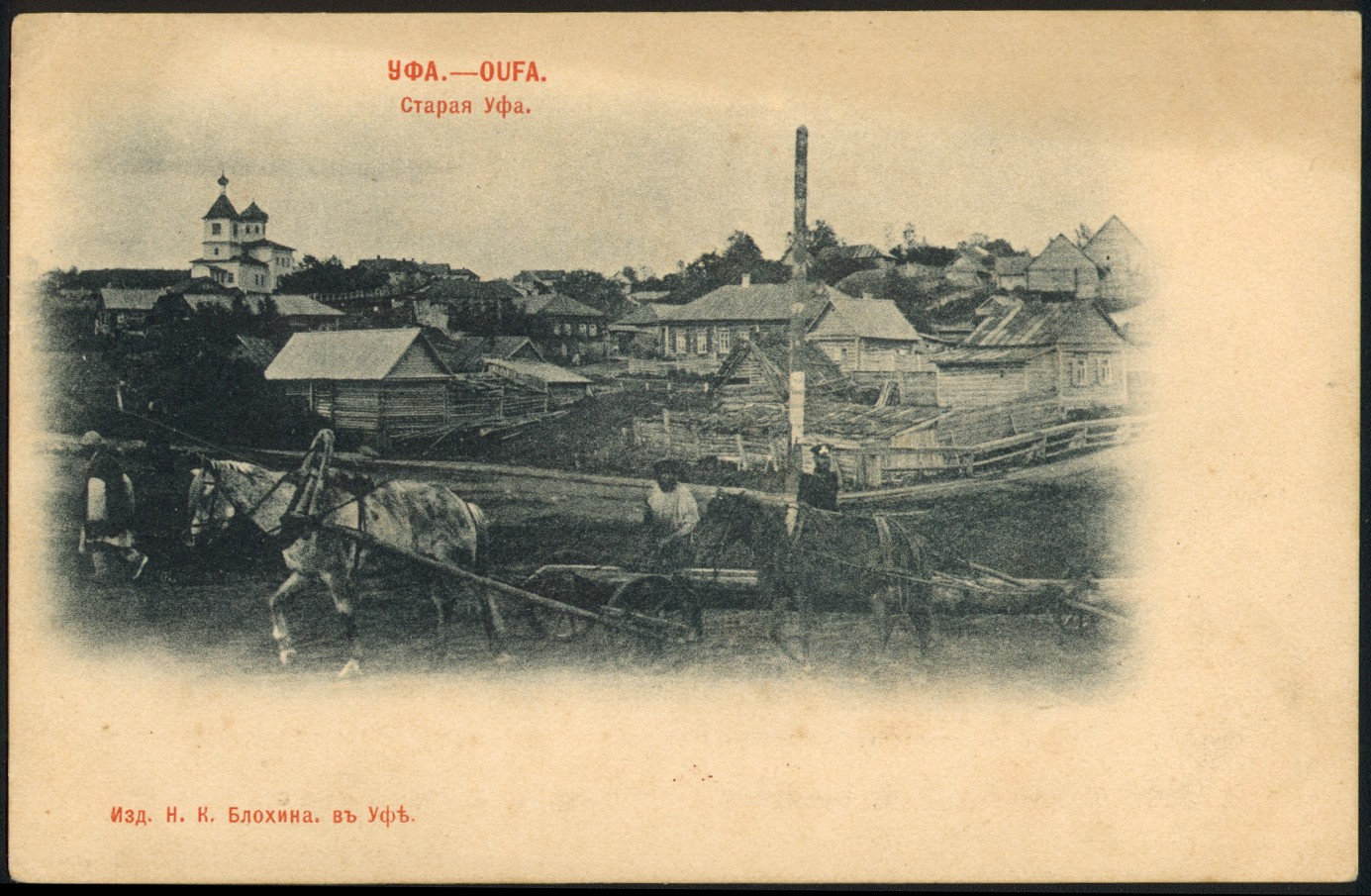
Старая Уфа. Сергиевская церковь и Большая Сергиевская улица на заднем планы. Вид с Сутолоцкого моста
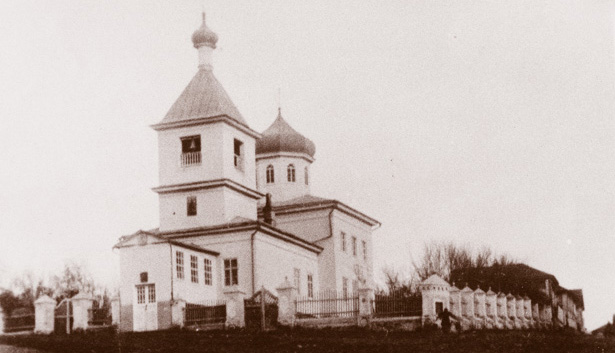
Сергиевская церковь на перекрёстке Большой Сергиевской и Малой Сергиевской улиц
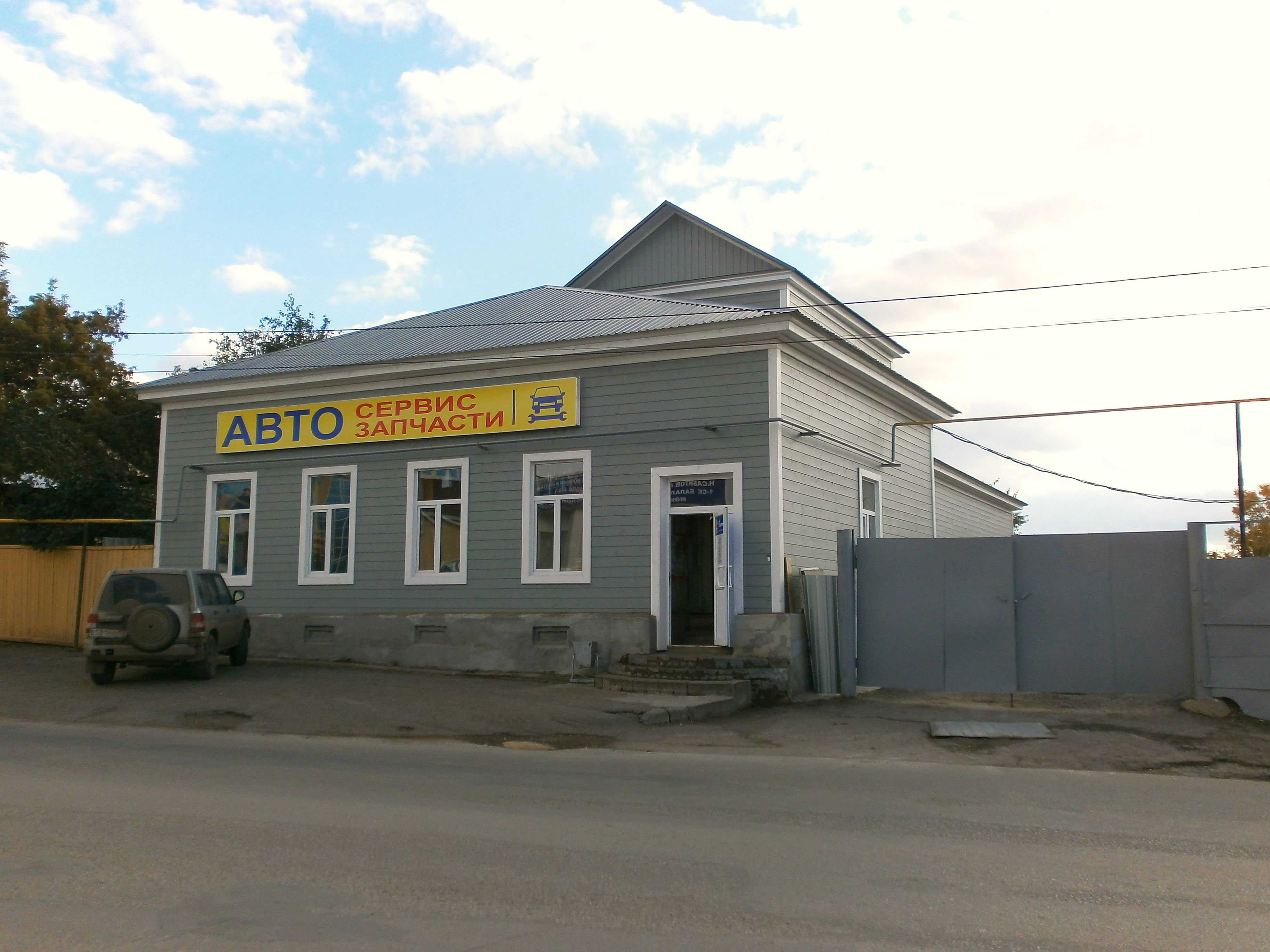
Дом М. С. Васильева (дом № 38) конца XIX века — деревянный памятник архитектуры
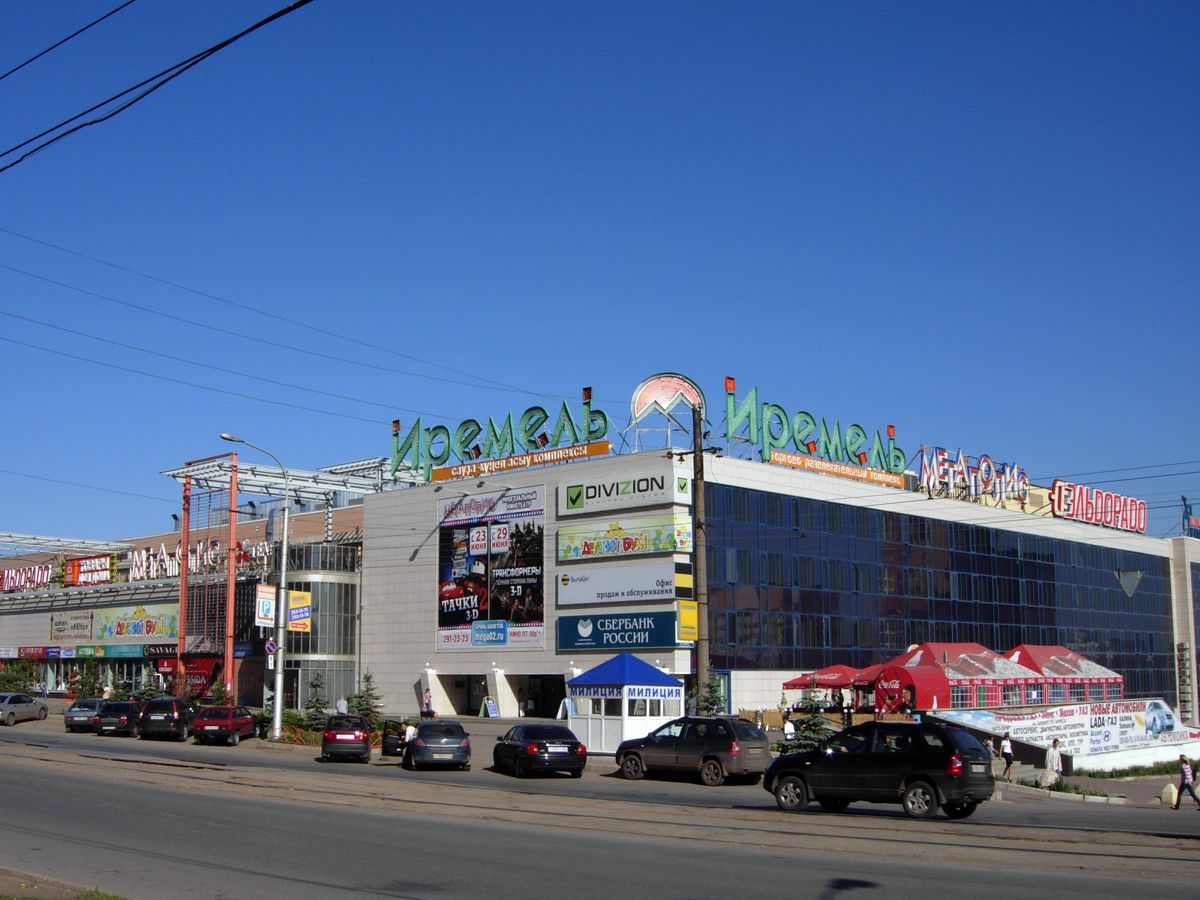
Торгово-развлекательный комплекс «Иремель» (ранее — Уфимский хлопчатобумажный комбинат)
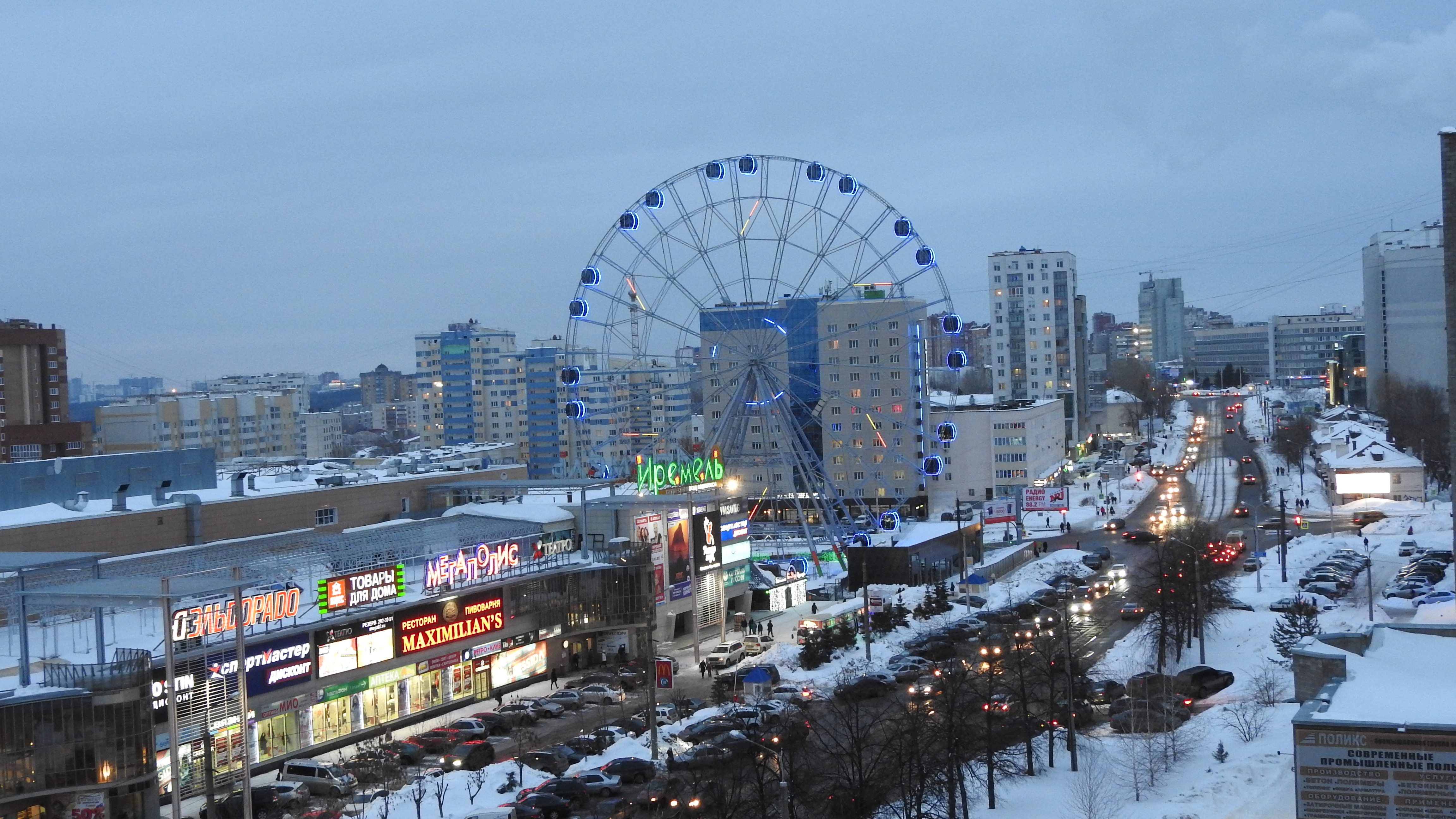
Колесо обозрения «Иремель»
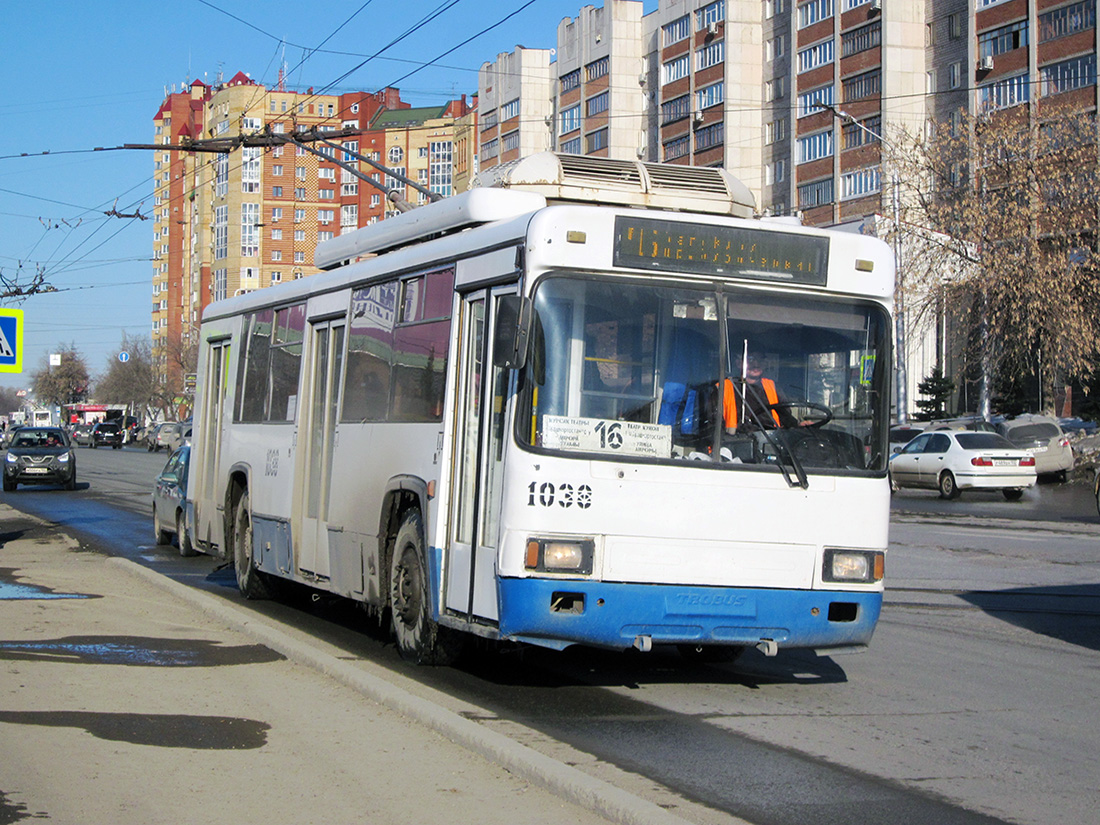
Троллейбус БТЗ-52761Т № 1038 на остановке «Чайная фабрика» в Зелёной Роще
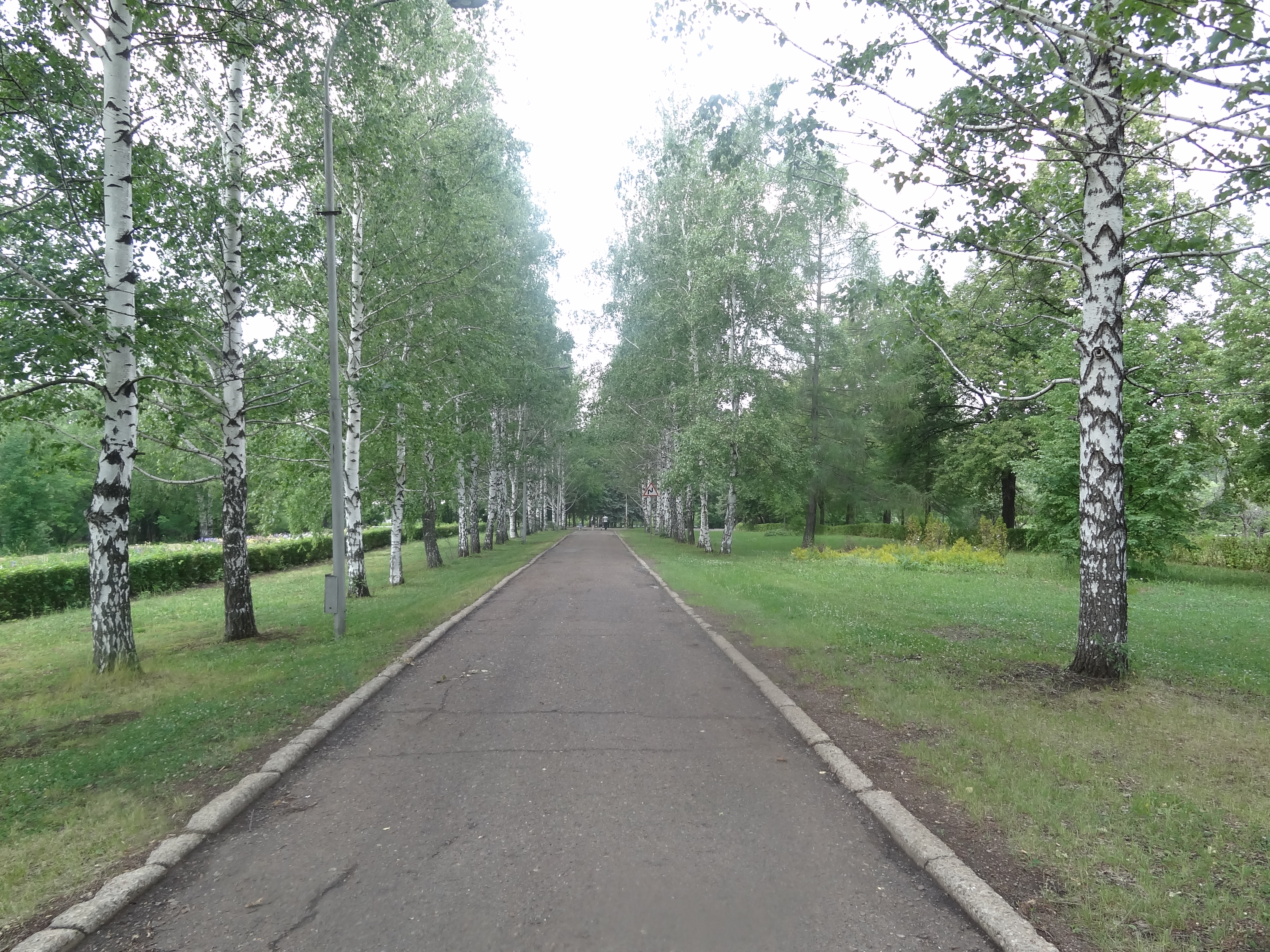
Ботанический сад-институт УНЦ РАН в Новиковке
Стела лесопарка имени Лесоводов Башкирии
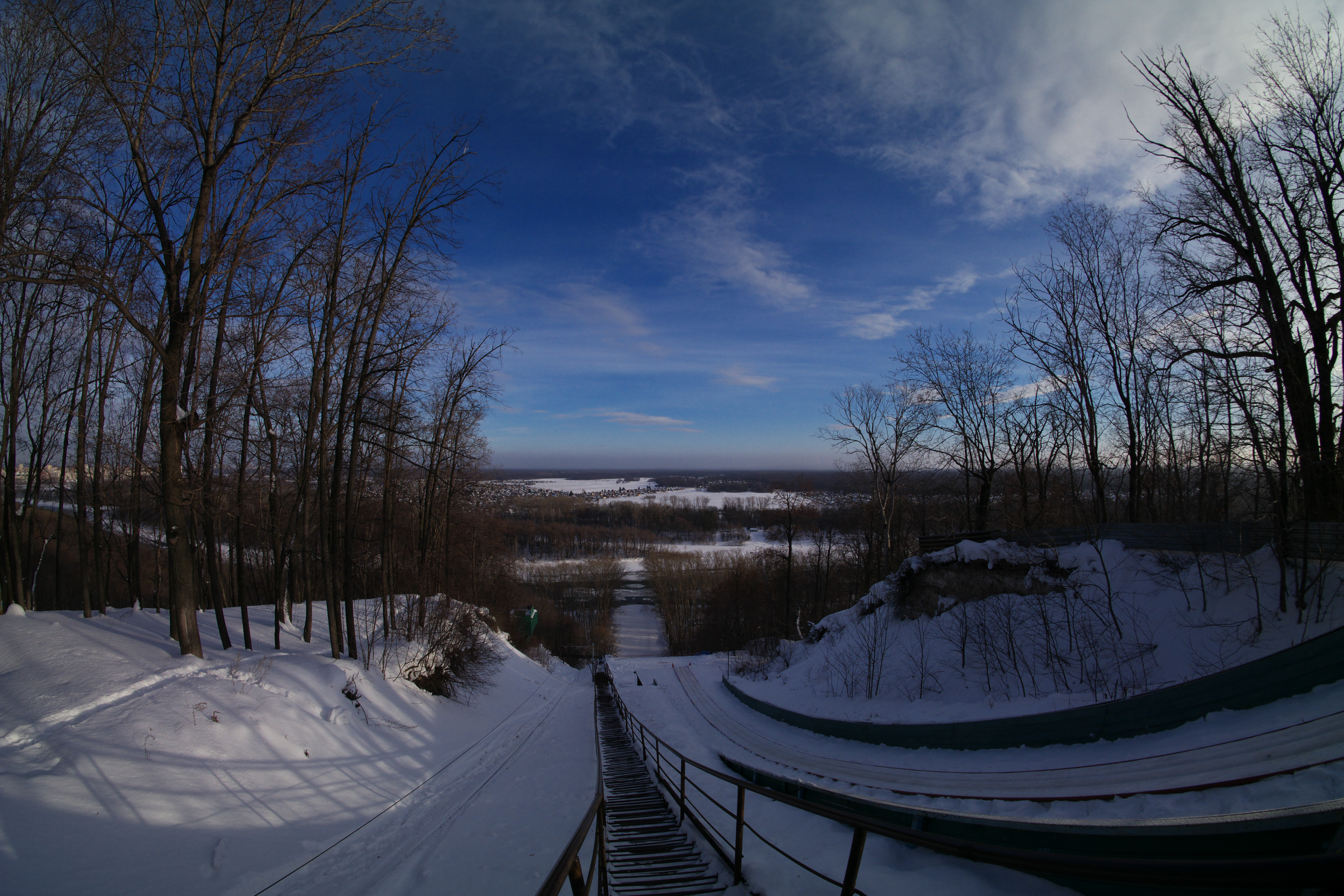
Вид с трамплина, напротив Лесопаркового жилого района, в лесопарке восточного склона Уфы
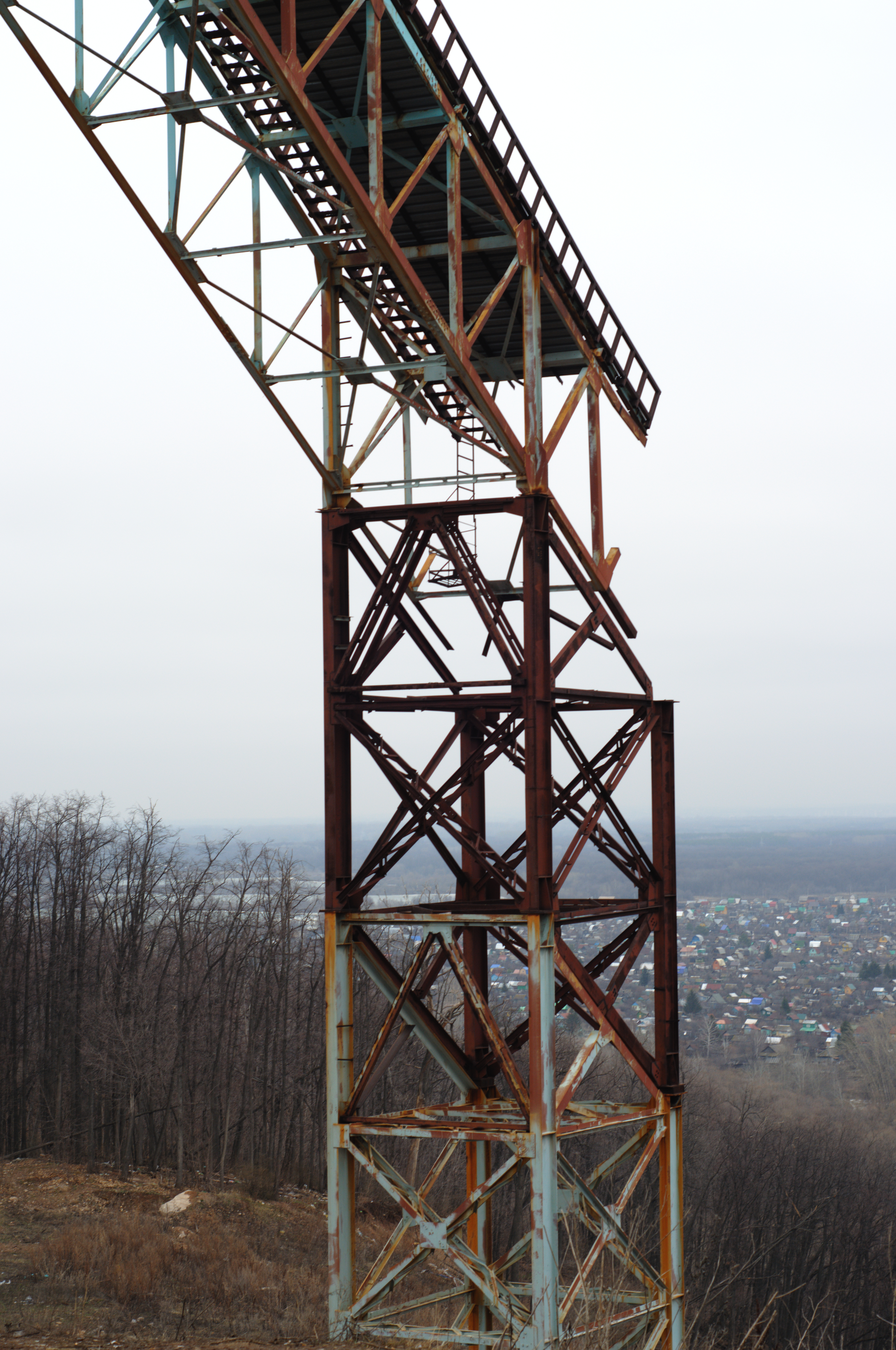
Опора обрушившегося трамплина К-90 (К-120) возле канатной дороги к паромной переправе «Трамплин», напротив Лесопаркового жилого района, в лесопарке восточного склона Уфы. Снесён полностью весной 2016 года
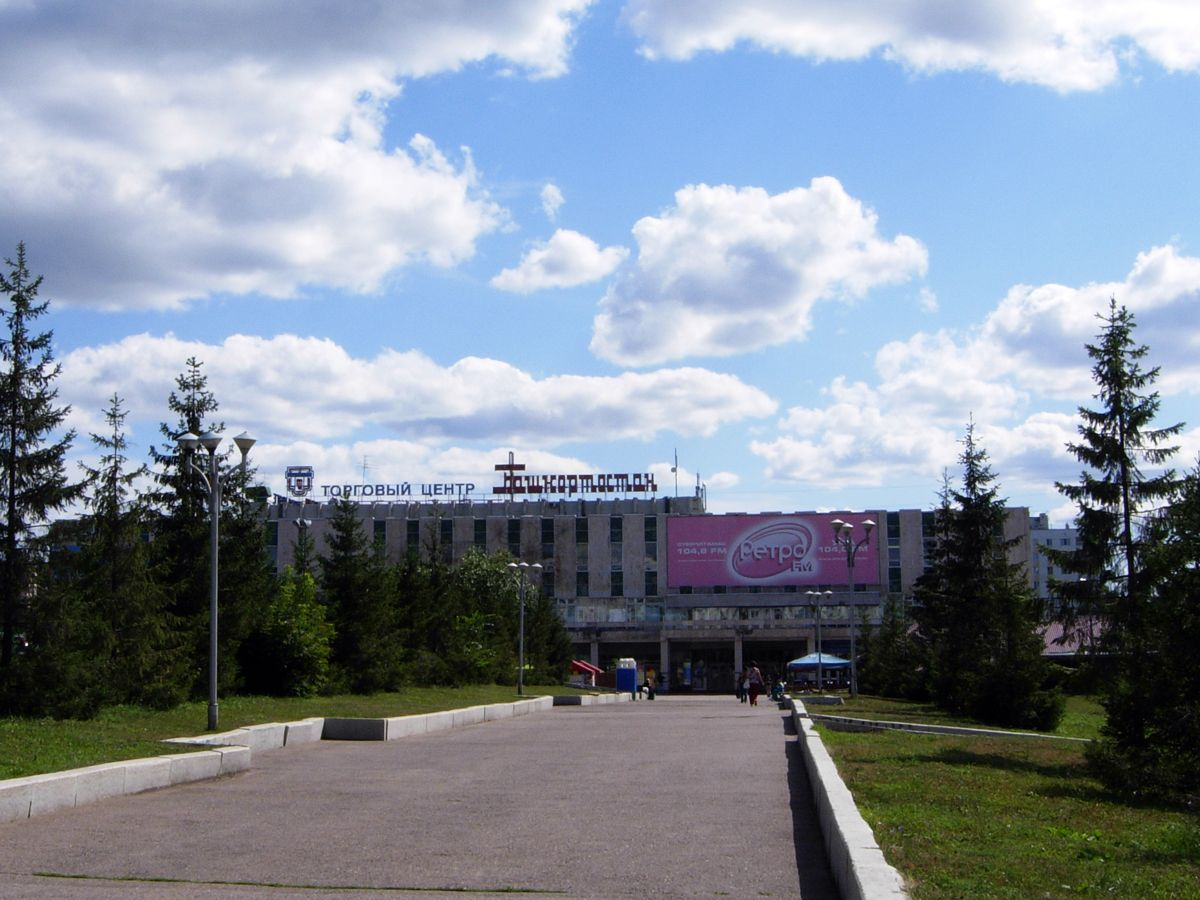
Торговый центр «Башкортостан»
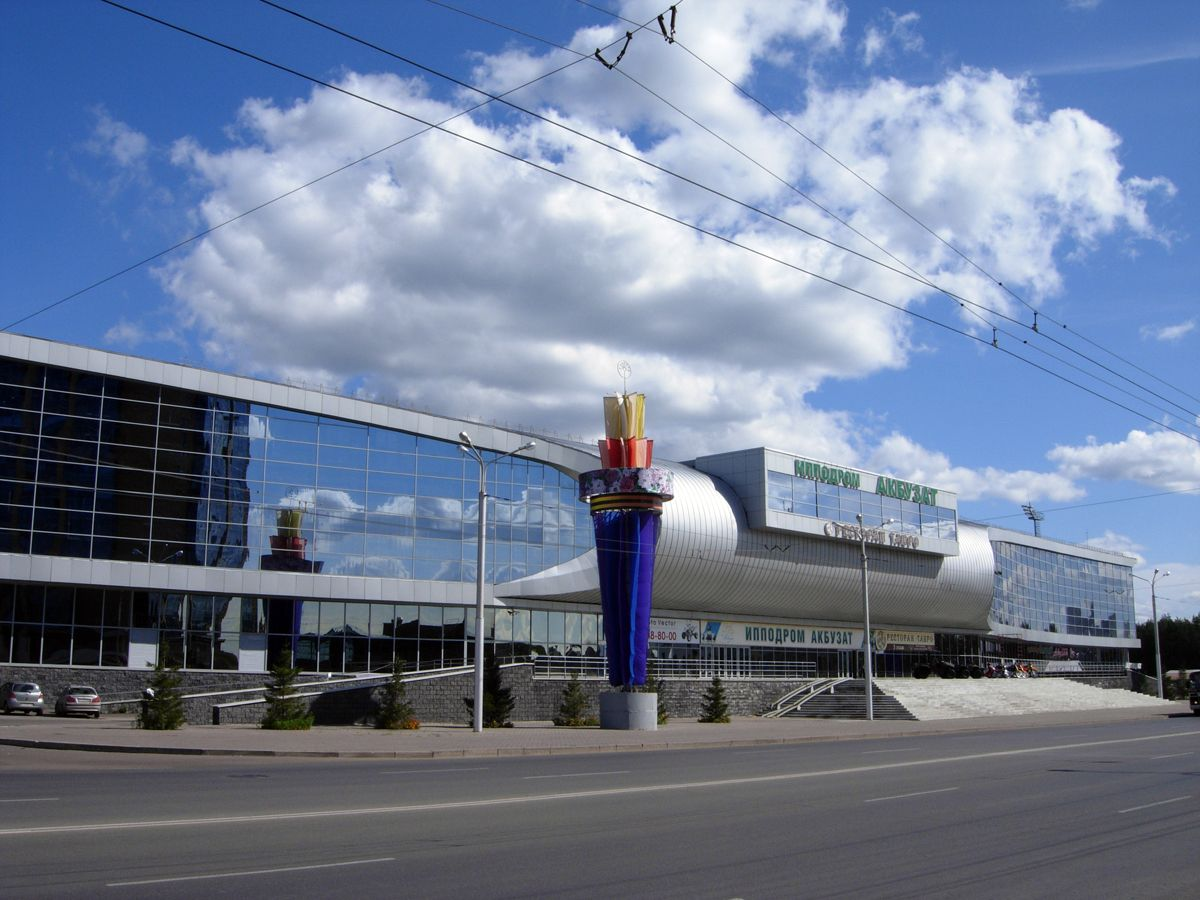
Ипподром «Акбузат»